# Julián Ariza Rico
Julián Ariza Rico (Madrid, 15 d'agost de 1934) és un sindicalista i polític espanyol, exdirigent de Comissions Obreres (CCOO).
Va estudiar Mestratge Industrial, en l'especialitat de delineant, començant a treballar a la fàbrica Perkins, on va conèixer Marcelino Camacho. Al costat d'ell seria un dels fundadors de CCOO, impulsades principalment pel Partit Comunista d'Espanya (PCE), del que va ser militant des de 1963, i fou empresonat per aquest motiu.
Dirigent comunista proper a Santiago Carrillo, va ser expulsat del PCE el 1985 al costat del sector liderat per Carrillo, formant el Partit dels Treballadors d'Espanya-Unitat Comunista, del que va ser dirigent fins que el 1991 la formació eurocomunista es va integrar en el PSOE. Dins de la direcció de CCOO va liderar la minoria carrillista durant aquesta època.
Va ser així mateix conseller i vicepresident del Consell Econòmic i Social d'Espanya, adjunt a la secretaria general de CCOO durant el mandat de José María Fidalgo i president de la Fundació 1r de Maig de CCOO. Va rebre de França la medalla de Cavaller de la Legió d'Honor.